# The Enemy of the World
The Enemy of the World (El enemigo del mundo) es el cuarto serial de la quinta temporada de la serie británica de ciencia ficción Doctor Who, emitido originalmente en seis episodios semanales del 23 de diciembre de 1967 al 27 de enero de 1968. La historia constituye un descanso del esquema de monstruos y "bases bajo asedio" de la quinta temporada, y destaca por el papel doble del protagonista Patrick Troughton.

## Argumento
Cuando el Segundo Doctor, Jamie y Victoria están descansando en una playa de Australia, alguien intenta asesinar al Doctor. Tras detenerse los asesinos y rescatarle, le explican que le han confundido con Salamander, un tirano megalomaníaco que domina la Organización de Zonas Unidas a principios del siglo XXI, y que es físicamente su doble. El Doctor accede a hacerse pasar por Salamander para lograr obtener información que pueda facilitar su caída.

## Producción
| Episodio    | Fecha de emisión        | Duración | Espectadores en millones | Estado en el archivo |
| ----------- | ----------------------- | -------- | ------------------------ | -------------------- |
| Episodio 1  | 23 de diciembre de 1967 | 23:45    | 6,8                      | Película de 16mm     |
| Episodio 2  | 30 de diciembre de 1967 | 23:48    | 7,6                      | Película de 16mm     |
| Episodio 3  | 6 de enero de 1968      | 23:05    | 7,1                      | Película de 16mm     |
| Episodio 4  | 13 de enero de 1968     | 23:46    | 7,8                      | Película de 16mm     |
| Episodio 5  | 20 de enero de 1968     | 24:22    | 6,9                      | Película de 16mm     |
| Episodio 6  | 27 de enero de 1968     | 21:41    | 8,3                      | Película de 16mm     |
| [ 1 ] [ 2 ] |                         |          |                          |                      |

- Al igual que ocurrió con el serial del Primer Doctor The Massacre of St Bartholomew's Eve, este serial se hizo bajo la influencia del deseo del protagonista de hacer un papel diferente al del Doctor. Inicialmente, se planeó que los dos personajes de Troughton se encontraran más de una vez, pero por la complejidad técnica solo hubo una única escena de enfrentamiento, en el clímax de la historia (utilizando edición y la técnica de pantalla dividida).
- Los cuatro principales productores de esta historia fueron hombres muy involucrados en el desarrollo de Doctor Who. El autor David Whitaker había sido el primer editor de guiones de la serie, Barry Letts, que dirigía por primera vez, después se convirtió en el productor del programa (durante la mayor parte de la etapa de Jon Pertwee), en productor ejecutivo y en guionista ocasional. Peter Bryant, editor de guiones, se convirtió en el productor del programa a partir de la siguiente historia. Innes Lloyd era el productor actual entonces, pero se marchó tras esta historia.[3]
- El cambio de la televisión de las 405 a las 625 líneas, preparando las emisiones en color, se produjo en Doctor Who a partir del episodio 3 de este serial, que fue el primero emitido en 625 líneas.[4]
- Hasta 2013, el episodio 3 era el único episodio de esta historia que había sobrevivido a la destrucción, y por razones desconocidas, tampoco se conservaban telesnaps de ese episodio en concreto. El 11 de octubre de 2013, sin embargo, se anunció el descubrimiento, entre otros episodios, de una copia completa de todos los episodios de este serial, que así salía de la lista de seriales incompletos.[5]
- Barry Letts planeó seis escenas de separación de pantalla. Pidió una caja matte para enmascarar la mitad de la lente de la cámara, tras leer sobre esta técnica utilizada en el cine del viejo Hollywood. Tras la primera toma, se rebobinaba la cinta y Troughton entonces era filmado con el otro vestuario. Sin embargo, tras la primera filmación con este método, la cámara se atascó y no se rodaron más escenas de separación de pantalla. Más tarde, Letts le mencionó esto a Derek Martinus, director del serial anterior, que actualizó a Letts a la tecnología contemporánea de filmar normalmente y después usar una impresora óptica para combinar el material.[3]